# アクターズスタジオジャパン
アクターズスタジオジャパンは2008年8月に開校した芸能養成スクール。

## 概要
1989年4月に北海道札幌市に開校したアクターズスタジオを設立した工藤統太郎が独立して「アクターズスタジオネットワーク」として設立。2009年7月8日に「株式会社アクターズスタジオネットワーク」として法人登記した。2015年6月1日より、現在のアクターズスタジオジャパンにスクール名を改称。